# Луций Силий Дециан
Лу́ций Си́лий Дециа́н (лат. Lucius Silius Decianus; умер после 102 года) — римский государственный и политический деятель, консул-суффект 94 года.

## Биография
Отцом Дециана был известный поэт эпического жанра Силий Италик. У него был также брат по имени Север, который скончался ещё до смерти их отца (в период до 101 года). 
В 94 году Дециан занимал должность консула-суффекта вместе с Титом Помпонием Бассом. Его имя обнаружено на водопроводной трубе из Рима, датированной периодом после 102 года. Кроме того, Дециан был куратором общественных работ в столице.